# NGC 7558
NGC 7558 é uma galáxia elíptica (E-S0) localizada na direcção da constelação de Pegasus. Possui uma declinação de +18° 55' 13" e uma ascensão recta de 23 horas, 15 minutos e 38,2 segundos.
A galáxia NGC 7558 foi descoberta em 3 de Novembro de 1864 por Albert Marth.